# Robley D. Evans (Physiker)
Robley Dunglison Evans (* 18. Mai 1907 in University Place, Nebraska; † 31. Dezember 1995 in Paradise Valley, Arizona) war ein US-amerikanischer Kernphysiker und Pionier der Nuklearmedizin.
Evans studierte am Caltech Physik mit dem Bachelor-Abschluss 1928, dem Master-Abschluss 1929 und der Promotion 1932 bei Robert A. Millikan. In seiner Dissertation befasste er sich mit Hintergrundstrahlung von der Erde, die bei der Beobachtung der kosmischen Strahlung als Störung auftrat. Er wurde 1934 Assistant Professor und 1945 Professor am Massachusetts Institute of Technology, an dem er 1972 emeritiert wurde. Danach war er Berater am MIT und an der Mayo Clinic.
Er befasste sich mit der Radium-Belastung von ehemaligen Arbeitern und Arbeiterinnen (Radium Girls), die Zifferblätter von Uhren mit radioaktiver Leuchtfarbe versahen (und dabei die Pinsel mit den Lippen anfeuchteten), und als Folge der leichtfertigen Verwendung von Radium in verschiedenen Medikamenten in den USA. Evans untersuchte detailliert wie sich das Radium auf den Körper auswirkte und seine Forschungen führten zur Festlegung einer maximalen gesundheitsverträglichen Radiumaufnahme durch den Körper (von ihm 1941 mit einem zehntel millionstel Gramm Radium angegeben). Er begann seine Untersuchung dazu noch als National Research Fellow in Berkeley und baute am MIT das Radioactivity Center auf. Er entwickelte eine Methode, die Radiumaufnahme in den Körper über die Gammastrahlung zu bestimmen (Meter arc method, Evans-Methode). Sein Labor entwickelte auch das erste Isotop von radioaktivem Jod für medizinische Zwecke sowohl in der Forschung als in der Radiojodtherapie.
Um die Langzeitwirkungen der Radium-Belastung zu untersuchen, wurde auf seine Initiative das Center for Human Radiobiology durch die Atomic Energy Commission am Argonne National Laboratory eingerichtet.
Von ihm stammt ein Lehrbuch der Kernphysik und er richtete 1934 am MIT einen der weltweit ersten akademischen Kurse in Kernphysik ein. 1938 war er für den Bau eines Zyklotrons am MIT zuständig (Markle Cyclotron), das vornehmlich biologischen und medizinischen Zwecken diente und 1939 in Betrieb ging. Es produzierte zuerst Jod-130, das mit einer Halbwertszeit von zwölf Stunden medizinisch erheblich nützlicher war als Jod-128 mit einer Halbwertszeit von 25 Minuten (heute wird Jod-131 eingesetzt mit noch längerer Halbwertszeit von 8 Tagen).
Von 1946 bis 1969 war er Vorsitzender eines Komitees des National Research Council über den Transport radioaktiver Materialien, das grundlegende Standards schuf.
Von ihm stammt auch ein Buch über akademische Lehre, das ein Bestseller war (You and Your Students).
Er war Mitglied der American Academy of Arts and Sciences (1945) und der American Association for the Advancement of Science (AAAS). 1990 erhielt er den Enrico-Fermi-Preis. Er erhielt den Presidential Certificate of Merit, den Theobald Smith Medal and Award in Medizin der AAAS, den Hull Award and Gold Medal der American Medical Association, die Silvanus Thompson Medal des British Institute of Radiology, den Distinguished Achievement Award der Health Physics Society und den William D. Coolidge Award der American Association of Physicists in Medicine.

## Schriften
- Robley D. Evans: The Atomic Nucleus. McGraw-Hill Book Company, New York 1955 (englisch, archive.org).
- You and Your Students